# 10963 van der Brugge
10963 van der Brugge è un asteroide della fascia principale. Scoperto nel 1971, presenta un'orbita caratterizzata da un semiasse maggiore pari a 3,1019802 au e da un'eccentricità di 0,0739121, inclinata di 10,34610° rispetto all'eclittica.
L'asteroide è dedicato all'astronomo amatoriale olandese Aad H. van der Brugge.